# Schabernackt-Ball

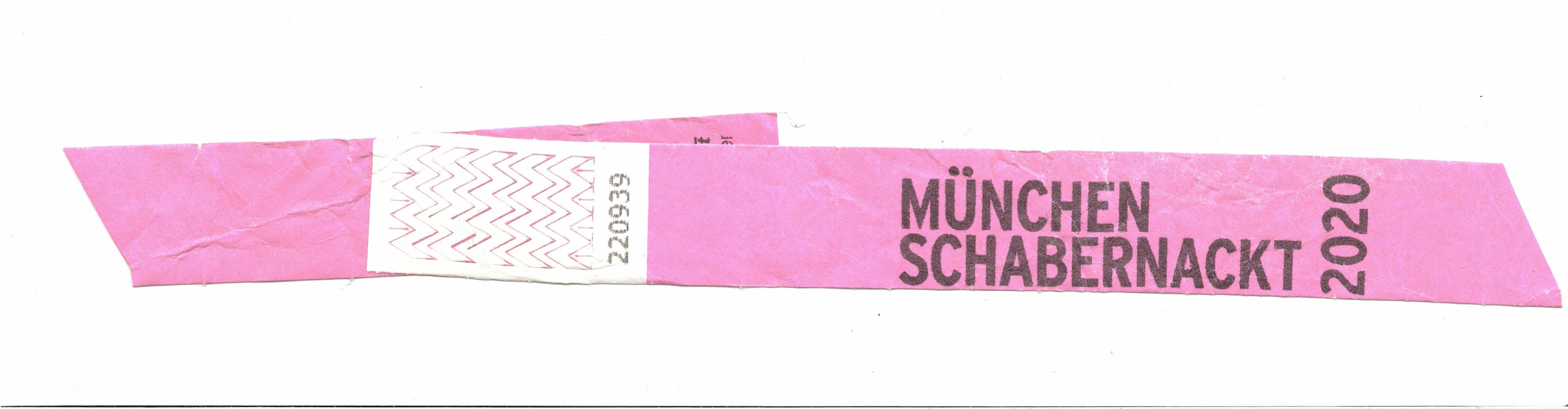
Bändchen (München)

Schabernackt-Bälle sind Karnevalsveranstaltungen, deren Besucher überwiegend freizügig kostümiert sind.
Zu den bekanntesten Bällen dieser Art zählt der traditionelle Münchner Schabernackt. Dieser jährlich unter dem Motto „Kommen’s so oder so – aber mit’m bisserl was o“ stattfindende Faschingsball genießt überregionale Bekanntheit und gilt als gewagtester öffentlicher Faschingsball in Süddeutschland. Es gibt keine feste Kostümvorgaben, außer dass die Geschlechtsorgane bedeckt sein müssen. Die ursprünglich am Nockherberg, übergangsweise am ehemaligen Flughafen München-Riem durchgeführte Veranstaltung findet seit einigen Jahren im Löwenbräukeller am Stiglmaierplatz statt.
Der Ausdruck Schabernackt ist im Zusammenhang mit Karneval ein Wortspiel aus Schabernack (Streich, Posse) und Nacktheit.